# Château aragonais de Baïes
Pour les articles homonymes, voir Château aragonais.
Le château aragonais de Baïes est une forteresse italienne située à Bacoli, en Campanie.
Construit vers la fin du XVe siècle mais repris et agrandi quelques décennies plus tard par Pierre Alvarez de Tolède, vice-roi de Naples, le château est occupé sans interruption jusqu'au milieu du XIXe siècle. Depuis 1993, il abrite le musée archéologique des Champs Phlégréens.

## Localisation

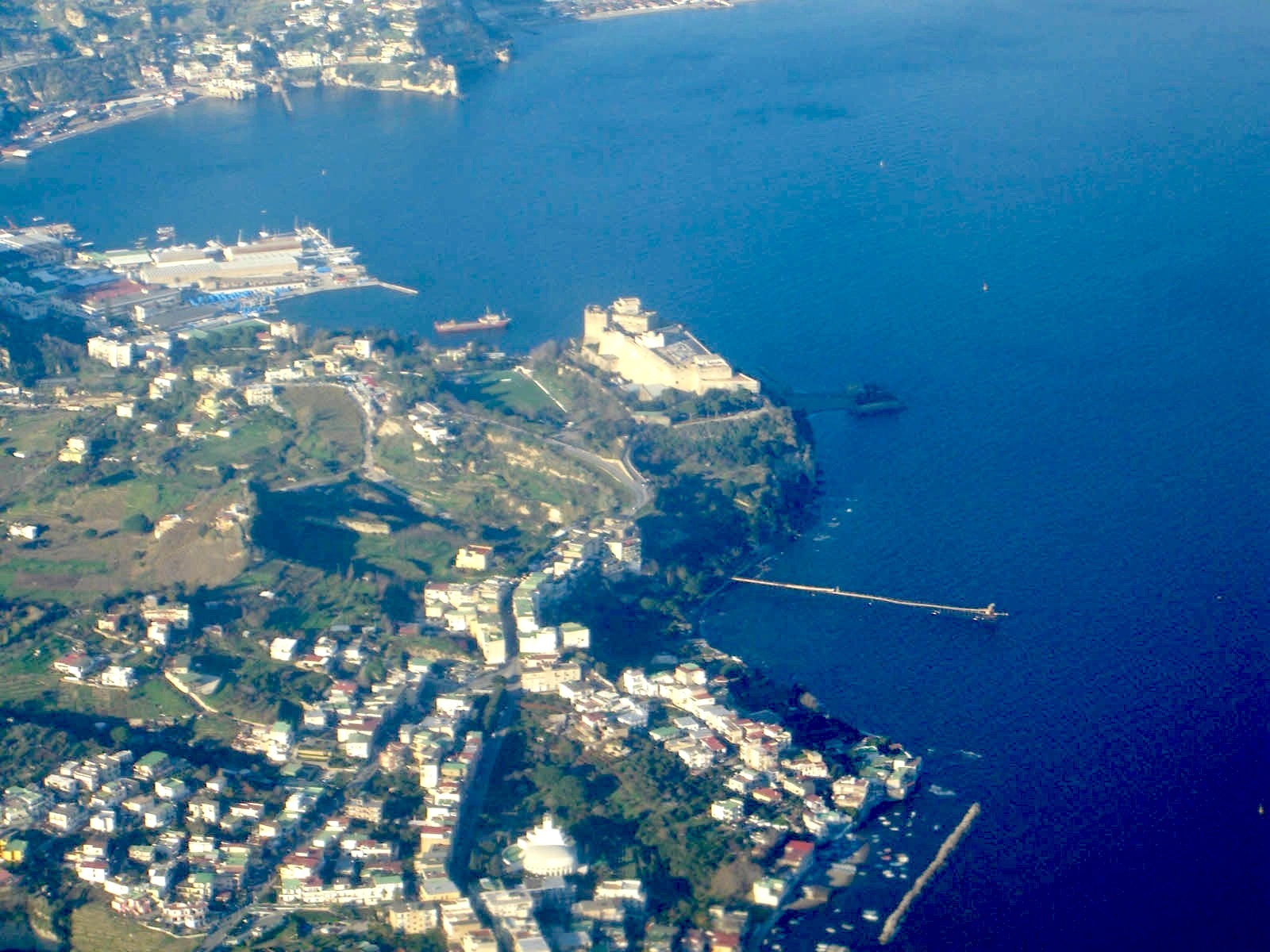
Le château en bordure du golfe.

Le château est édifié sur la côte occidentale du golfe de Pouzzoles. Il est construit sur un promontoire de tuf volcanique, protégé à l'est par l'à-pic de la falaise qui domine le golfe d'une cinquantaine de mètres et à l'ouest par les dépressions de deux caldeiras appelées « Fondi di Baia » et faisant office de douves naturelles.
Une fois fortifié, le site est presque imprenable et contrôle la totalité du golfe, empêchant l'accostage de flottes ennemies et le débarquement de troupes qui voudraient marcher sur Naples.

## Histoire

### De l'Antiquité auXXesiècle
Le site est déjà occupé dès la fin de la période républicaine romaine, sans doute par une luxueuse villa, et certaines de ses structures sont intégrées à la forteresse aragonaise ; cette occupation se poursuit sans interruption jusqu'à la dynastie flavienne.

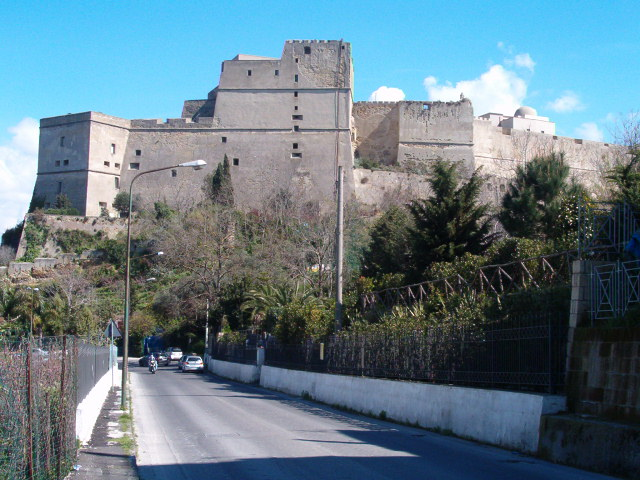
Le château depuis la route d'accès.

La construction du château commence à la fin du XVe siècle, la région de Naples étant alors soumise à l'autorité de la couronne d'Aragon. Alphonse II fait appel pour cela aux services de l'architecte siennois Francesco di Giorgio Martini mais il ne subsiste rien de cette phase architecturale. Après l'éruption du Monte Nuovo à l'automne 1538, le vice-roi de Naples Pierre Alvarez de Tolède restructure le château dans le cadre d'un programme général de défense des côtes contre les attaques des Sarrasins et des Turcs. Le monument acquiert alors son plan définitif.
La fonction défensive du château est maintenue du XVIe au milieu du XIXe siècle. Toutefois, à partir de la proclamation du royaume d'Italie en 1861, l'édifice, sans utilité, se délabre peu à peu.
En 1927, il est restauré et affecté à l'orphelinat royal militaire qui en conserve l'utilisation jusqu'en 1975, excepté pendant la Seconde Guerre mondiale où il est utilisé comme prison. La région de Campanie le récupère en 1980 pour y loger des sinistrés du séisme du 23 novembre 1980 en Irpinia.

### Le musée archéologique
En 1984, le château est définitivement attribué à la surintendance archéologique de Naples et Caserte qui y installe le musée archéologique des Champs Phlégréens. Celui-ci ouvre au public en 1993.
Le château aragonais de Baïes est inscrit sur la liste des biens culturels italiens.
- Nymphée de Punta Epitaffio.